# Косьвинский Камень
Ко́сьвинский Камень — горный массив, расположенный рядом с Конжаковским Камнем, Северный Урал, Свердловская область (Россия). Форма куполовидная, вершина плоская. Сложен в основном пироксенитами и дунитами нижнего и среднего палеозоя. Разведано месторождение платины. В нижней части до 800—900 метров склоны покрыты хвойными лесами, а выше — горной тундрой и каменными россыпями. У восточного подножия, в 7 километрах от вершины стоит посёлок Кытлым, связанный автодорогой с городом Карпинском.
В окружности гора имеет до 42 км. Вершина представляет собой неровную поверхность, усеянную гранитными скалами и небольшими озёрами, образующимися от таяния снегов. С южного склона берёт начало река Малая Косьва.

## Секретный комплекс
По данным Стратегического командования Вооружённых сил США, горы Косьвинский Камень и Ямантау могут являться ядерными объектами или секретными комплексами бомбоубежищ.
Утверждается, что в бункере в горе Косьвинский Камень расположен командный пункт системы «Периметр».